# Schneider (apellido)
Schneider (pronunciado [ˈʃnaɪdɐ]) es un apellido originario de Alemania, se refiere a la ocupación de sastre, en los términos alemanes modernos la ocupación se deriva del verbo "Schneiden", que en alemán significa alto. En alto alemán antiguo "Snīdan", alto alemán medio "Snīden", protogermánico "Snīþaną", inglés "Snithe", neerlandés "Snijden", islandés "Sníða", sueco "Snida", luxemburgués "Schneiden", danés "Snide", teniendo así una relación lingüística con las demás lenguas germánicas.

## Distribución geográfica

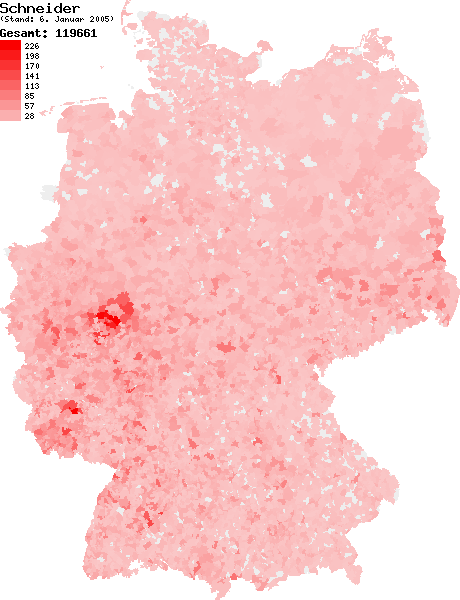
Distribución en 2005 del apellido Schneider en Alemania.

Schneider es el 3° apellido más común de Alemania y el 716° apellido más común en el mundo, más de 437,827 familias en Alemania llevan este apellido, además de Perú, Argentina, Australia, Brasil, Bélgica, Bolivia, Venezuela, Canadá, Chile, Dinamarca, Ecuador, España, Estados Unidos, Egipto, Ghana, Hungría, Inglaterra, Italia,Luxemburgo, Namibia, Nicaragua, Francia, Países Bajos, Paraguay, Polonia, República Checa, República Dominicana, Rumania, Rusia, Tailandia, Uruguay, Suecia, Sudáfrica y países de habla alemana.

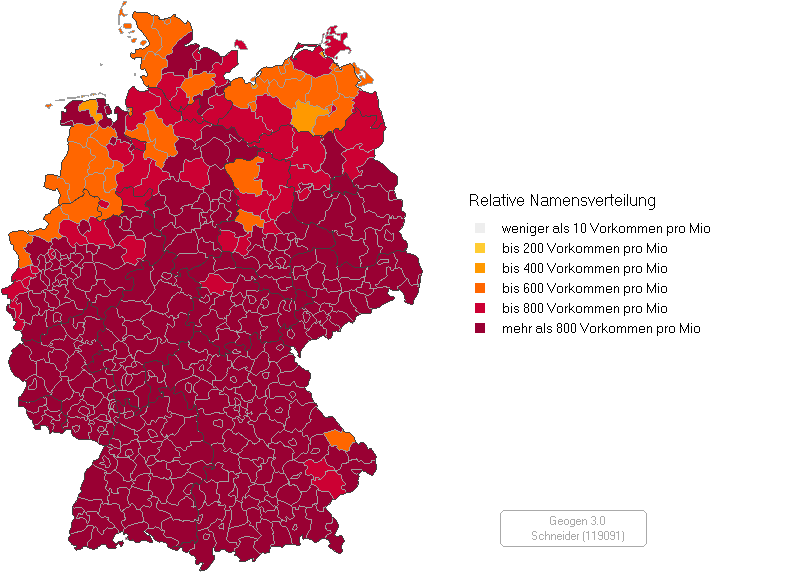
Distribución en mayo de 2010 del apellido Schneider en Alemania.